# آية جونز
آية جونز (بالفرنسية: Aya Jones)‏ هي عارضة فرنسية، ولدت في 7 سبتمبر 1994.

## روابط خارجية
- آية جونز على موقع دليل عارضات الأزياء (الإنجليزية)